# Murauczy
Murauczy (biał. Мураўчы; ros. Муравчий, Murawczij) – osiedle na Białorusi, w obwodzie homelskim, w rejonie homelskim, w sielsowiecie Ciareniczy, przy drodze magistralnej M5.